# Larve

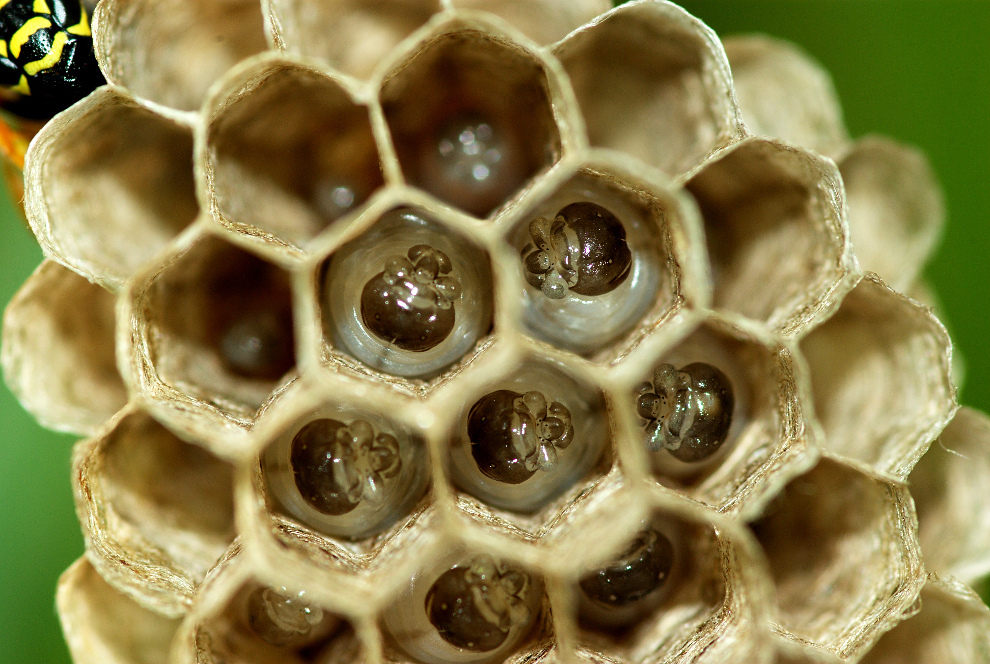
Wespenlarven in het nest

Een larve of larf is de eerste levensfase van een dier dat in die fase volledig afwijkt van het latere, volwassen exemplaar. Larven komen voor bij alle amfibieën, veel vissoorten, en bij zeer veel ongewervelde diergroepen. Ongewervelden waarvan de meeste soorten een larvaal stadium bezitten zijn de insecten, aquatische kreeftachtigen, rankpootkreeften, mariene (en sommige zoetwater-) weekdieren, de stekelhuidigen, zuigwormen, borstelwormen en sponzen.
Veel diergroepen volgen een karakteristieke ontwikkeling tijdens de volwassenwording, en niet bij alle is het larvale stadium het enige stadium voordat het volwassen stadium bereikt wordt. De larvale stadia van verschillende diergroepen hebben vaak een eigen naam:
- trochophora-larve is het vrij zwemmende stadium van veel vissen en slurfwormen
- glochidium is een larvaal stadium van grote soorten najaden
- nauplius is een larvale vorm bij kreeftachtigen

Bij holo-metabole ('volledig veranderende') insecten ondergaat de larve een volledige gedaanteverwisseling, en verandert in een imago (volwassen exemplaar) nadat verpopping heeft plaatsgevonden. In de pop veranderen de in- en uitwendige kenmerken drastisch: na deze volledige gedaanteverwisseling of metamorfose lijkt de imago in niets op de larve waaruit hij is voortgekomen, er hebben zich tijdens de verpopping totaal andere organen gevormd. Het bekendste voorbeeld zijn alle vlinder- en mottensoorten, maar ook de vliegen (vanuit de made) en kevers (bijvoorbeeld de meikever vanuit de engerling), kennen een metamorfose. Hemi-metabole ('half veranderende') insecten, bijvoorbeeld de sprinkhanen en de wantsen, kennen slechts een onvolledige gedaanteverwisseling, met een of meer nimfstadia, maar zonder verpopping.
Larven van vissen en amfibieën kennen geen metamorfose, maar veranderen geleidelijk. Tijdens deze ontwikkeling verliezen alle amfibieënlarven hun uitwendige kieuwen, en een deel van de staart (bij kikkers volledig) en krijgen een andere tekening. Ook ontwikkelen zich longen.
Veel larven hebben een soortvaste naam, omdat ze per groep niet veel verschillen:
Kevers (Coleoptera): larve heet engerling (bladsprietkevers), ritnaald (kniptorren), meelworm (meeltorren). Keverlarven zijn rupsachtig maar hebben vaak stevige kaken en klauwen - achterlijf veel groter dan bij echte rupsen
- Vliegen (Diptera): made. Deze zijn gesegmenteerd wormachtig, en hebben geen poten
- Langpootmuggen (Diptera): emelt.
- Vlinders (Lepidoptera): rups. Deze zijn wormachtig, met vooraan (meestal zes) gelede en achteraan (meestal vier) ongelede poten
- Kikkers en padden: kikkervisje of dikkopje (streekgebonden: kwakkebol, donderkopje)